# Mos på din gravsten
"Mos på din gravsten" eller "Mos på din gravsten (en nekro-spirituel)" er en sang af den kendte gruppe Shu-bi-dua og er fra deres trettende album, Shu-bi-dua 13. Nummeret er skabt med inspiration fra Aretha Franklins 1968-hit "Think" (også kendt under navnet "Freedom"), og den danske gruppes version er indspillet i gospel-stil.
Teksten handler om døden, nærmere bestemt om en mand der ligger begravet på en kirkegård. Men hvor Shu-bi-duas tidligere sange om døden altid har haft en alvorlig vinkel i såvel tekst som melodi, bærer "Mos på din gravsten" præg af humor og letsvingende rytmer: "Du var gift et par år med din elskede viv, vi har glemt hvad hun hed men det lød som et skiv, kan du huske dengang du var i lyt og i gæt, du var munter i knoglen dit gamle skelet".
Ifølge forsanger Michael Bundesen var "Mos på din gravsten" én af hans yndlingssange med bandet, fordi sangen gjorde op med tabuet om døden som samtaleemne. Bundesen mente, at folk i Danmark havde/har en berøringsangst overfor døden. Det ville han og bandet gerne prøve at udfordre med sangen.

## Udgivelsen og gennem årene
Nummeret udkom sammen med den øvrige del af 13'eren i 1992 og har siden været hyppigt spillet til Shu-bi-duas koncerter gennem årene. Bandet fandt livemæssigt på at afslutte "Mos på din gravsten" med Aretha Franklins omkvæd "Freedom", sunget af Jørgen Thorup i fællesskab med publikum.

## Medvirkende
- Michael Bundesen: Sang
- Michael Hardinger: Guitar, kor
- Claus Asmussen: Guitar, kor
- Kim Daugaard: Bas, kor
- Jørgen Thorup: Klaver, el-orgel, kor
- Peter Andersen: trommer

### Øvrige medvirkende
- Marie Carmen Koppel: gospelkor